# نقد مختلط

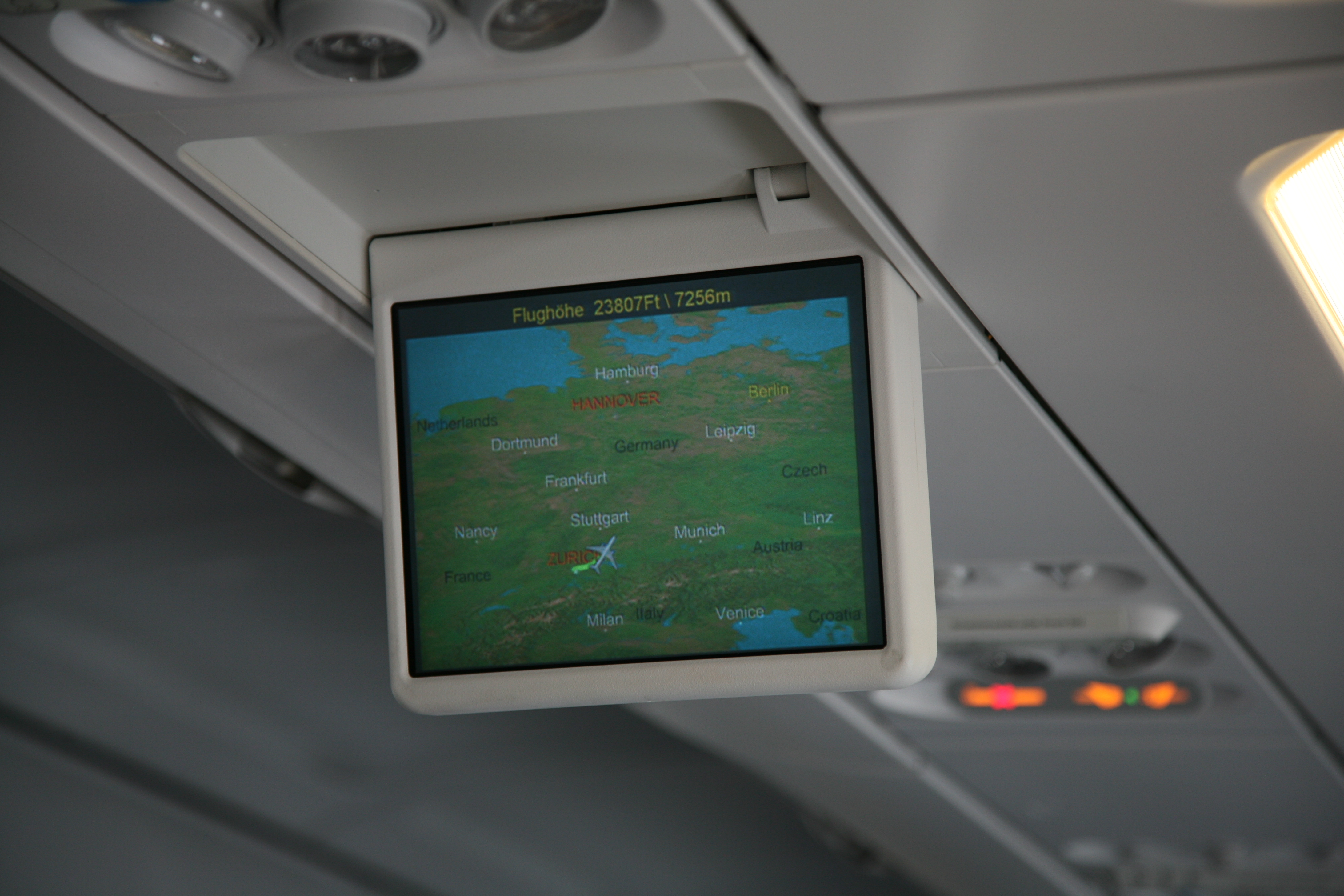
يتمتع نظام معلومات الطيران أثناء الرحلة بأهمية أقل بكثير من أنظمة التحكم في الطيران، ولكن كلاهما يتعايشان في جهاز واحد "الأهمية المختلطة".

نظام النقد المختلط هو نظام يحتوي على أجهزة الحاسوب والبرامج التي يمكنها تنفيذ العديد من التطبيقات ذات الأهمية الحرجة المختلفة، مثل الأهمية الحرجة للسلامة وغير الحرجة للسلامة، أو مستوى كمالية السلامة المختلفة (SIL). تم تصميم التطبيقات الحرجة المختلفة إلى مستويات مختلفة من الضمان، مع كون التطبيقات الحرجة العالية هي الأكثر تكلفة في التصميم والتحقق. عادة ما يتم تضمين هذه الأنواع من الأنظمة في آلة مثل الطائرة التي يجب ضمان سلامتها.

## مبدأ
كان لابد من اختبار واعتماد أنظمة السلامة الحيوية التقليدية بالكامل لإثبات أنها آمنة للاستخدام. ومع ذلك، تتكون العديد من هذه الأنظمة من مزيج من الأجزاء المختلطة للسلامة والأجزاء غير المختلطة، على سبيل المثال عندما تحتوي طائرة على نظام ترفيهي للركاب معزول عن أنظمة الطيران المختلطة للسلامة. تتضمن بعض المشكلات التي يجب معالجتها في أنظمة النقد المختلط السلوك في الحوسبة في زمن حقيقي وعزل الذاكرة والبيانات وإقران التحكم.
طور علماء الحاسوب تقنيات للتعامل مع الأنظمة التي لها حرجية مختلطة، ولكن هناك العديد من التحديات المتبقية خاصة للأجهزة متعددة النواة.

## أولوية وخطورة
بشكل أساسي، يتم ارتكاب معظم الأخطاء حاليًا عند إحداث التباس بين إسناد الأولوية وإدارة الأهمية. نظرًا لأن الأولوية تحدد ترتيبًا بين المهام أو الرسائل المختلفة التي يتم إرسالها داخل النظام، تحدد الأهمية فئات الرسائل التي يمكن أن يكون لها معلمات مختلفة اعتمادًا على حالة الاستخدام الحالية. على سبيل المثال، في حالة تفادي اصطدام السيارة أو توقع العوائق، يمكن لمستشعرات الكاميرا فجأة أن ترسل رسائل بشكل أكثر تكرارًا، وبالتالي إنشاء تكاليف غير مباشرة في النظام. هذا هو الوقت الذي نحتاج فيه إلى تشغيل الحركات المختلطة: لاختيار الرسائل التي تضمن تمامًا على النظام في حالات التكاليف غير المباشرة الزائدة هذه.

## مشاريع بحثية
تشمل المشاريع البحثية الممولة من الاتحاد الأوروبي بشأن النقد المختلط:
- MultiPARTES
- DREAMS
- PROXIMA
- CONTREX
- SAFURE
- CERTAINTY
- VIRTICAL
- T-CREST
- PROARTIS
- ACROSS (Artemis)
- EMC2 (Artemis)
- RECOMP Artemis
- ARAMIS (باللغة الألمانية) و ARAMIS II
- IMPReSS

تشمل المشاريع البحثية الممولة من المملكة المتحدة EPSRC على النقد المختلط:
- MCC

قررت العديد من المشاريع البحثية تقديم نتائج أبحاثها في منتدى النقد المختلط الممول من الاتحاد الأوروبي.

## ورش العمل والندوات
تشمل ورش العمل والندوات حول أنظمة الحرجية المختلطة ما يلي:
- 1st International Workshop on Mixed Criticality Systems (WMC 2013)
- 2nd International Workshop on Mixed Criticality Systems (WMC 2014)
- 3rd International Workshop on Mixed Criticality Systems (WMC 2015)
- 4th International Workshop on Mixed Criticality Systems (WMC 2015)
- Dagstuhl Seminar on Mixed Criticality on Multicore/Manycore Platforms (2015)
- Dagstuhl Seminar on Mixed Criticality on Multicore/Manycore Platforms (2017)

## روابط خارجية
- Karlsruhe Institute of Technology: Mixed Criticality in Safety-Critical Systems
- Washington University in St Louis: A Research Agenda for Mixed-Criticality Systems